# Pia Stutzenstein
 (août 2021).
Si vous disposez d'ouvrages ou d'articles de référence ou si vous connaissez des sites web de qualité traitant du thème abordé ici, merci de compléter l'article en donnant les références utiles à sa vérifiabilité et en les liant à la section « Notes et références ».
Pia Stutzenstein, née le 14 mars 1989 à Aix-la-Chapelle, est une actrice allemande.

## Biographie
Pia Stutzenstein grandit à Nideggen-Schmidt. Après avoir obtenu son diplôme au lycée de Montjoie, elle étudie à l'école d'art dramatique Theaterakademie Cologne de 2012 à 2016, dont elle sort diplômée en 2016. En octobre 2014, elle participe à un atelier avec Sabine Schwedhelm dans cette académie.
De 2015 à 2017, Stutzenstein tient un des rôles principaux de la série comique Comedy Rocket aux côtés de Daniele Rizzo. La série enregistre plus de 230 millions de vidéos vues sur Facebook. Sur YouTube, le clip Sex in the Bathtub atteint plus de 18 millions de visionnage en juin 2020. Le clip C'est ainsi que les relations se brisent a été largement médiastisé et débattu dans les médias en tant que commentaire sur la numérisation et l'IA. En 2017, Comedy Rocket est nommée pour le Golden Camera Digital Award dans la catégorie Comédie.
En 2016, Stutzenstein reçoit le prix du public pour The Troy Agony, Parallelworlds Baranavichy, Belarus.
En 2019, Stutzenstein intègre la série Alerte Cobra dans le rôle de l'inspectrice Vicky Reisinger, aux côtés d'Erdoğan Atalay.

## Filmographie

### Cinéma
- 2016 : L'Olivier (El Olivo)
- 2018 : Tout sur une seule carte
- 2019 : L'affaire Collini

### Court-métrage
- 2007 : Émotions
- 2014 : Femme sans amour

### Télévision
- 2012 : Tout ce qui compte
- 2012 à 2013 : Entre nous
- 2015 à 2017 : Comedy Rocket
- 2017 : Division Criminelle
- 2017 : Wishlist
- 2019 : Einstein : Equations Criminelles
- 2019 : The Dream Ship
- 2020 : La Chancellerie
- depuis 2020 : Alerte Cobra
- 2020 : Heldt